# Szlasy-Umiemy
Szlasy-Umiemy – wieś w Polsce położona w województwie mazowieckim, w powiecie przasnyskim, w gminie Krasne. Ma status sołectwa.
W skład sołectwa Szlasy-Umiemy wchodzą także Szlasy Żalne.
| SIMC    | Nazwa        | Rodzaj    |
| ------- | ------------ | --------- |
| 0117570 | Szlasy Żalne | część wsi |

Wierni Kościoła rzymskokatolickiego należą do parafii św. Mateusza w Zielonej.
W latach 1975–1998 miejscowość administracyjnie należała do województwa ciechanowskiego.